# Bonduel
Bonduel – wieś w Stanach Zjednoczonych, w stanie Wisconsin, w hrabstwie Shawano.